# Sergueï Nikouline
Sergueï Nikolaïévitch Nikouline (en russe : Сергей Николаевич Никулин) est un footballeur international soviétique et entraîneur de football russe né le 1er janvier 1951 à Stalinabad.

## Biographie
Formé dans les équipes de jeunes du Dynamo Moscou, Sergueï Nikouline fait ses débuts en équipe première le 1er juin 1970 à l'occasion d'un match de coupe d'Union soviétique, à l'âge de 19 ans. Il fait ses débuts en championnat un an et demi plus tard le 8 novembre 1971 contre l'Ararat Erevan.
S'imposant comme titulaire au cours des années 1970 et du début des années 1980, Nikoline dispute en tout 337 rencontres sous les couleurs du Dynamo entre 1970 et 1984, pour un seul but marqué contre le Dinamo Tbilissi en championnat le 24 avril 1978. Durant cette période, il remporte notamment le championnat soviétique au printemps 1976 et dispute la finale de la coupe nationale en 1979. Il dispute également dix-sept rencontres en compétitions européennes dans la Coupe des coupes et la Coupe UEFA.
Son passage au Dynamo correspond également à sa période en équipe nationale, au sein de laquelle il connaît trois sélections : la première le 30 octobre 1974 contre l'Irlande puis les deux autres en septembre et octobre 1979 contre la Grèce et l'Roumanie. Il est également retenu au sein de la délégation soviétique dans le cadre des Jeux olympiques d'été de 1980, durant lesquels il dispute un seul match contre Cuba tandis que l'Union soviétique décroche la médaille de bronze.
Après son départ de Moscou à la mi-saison 1984, Nikouline passe un an et demi au troisième échelon sous les couleurs du Dinamo Kachira avant de prendre sa retraite en fin d'année 1985 à l'âge de 34 ans. Il intègre par la suite le staff du Dynamo Moscou, occupant au fil du temps des postes d'entraîneur assistant au sein de l'équipe première ainsi que dans les équipes de jeunes.

## Statistiques
| Saison                | Club                  | Championnat           | Championnat | Championnat | Coupe(s) nationale(s) | Coupe(s) nationale(s) | Compétition(s) continentale(s) | Compétition(s) continentale(s) | Compétition(s) continentale(s) | Total | Total |
| Saison                | Club                  | Division              | M.          | B.          | M.                    | B.                    | Comp.                          | M.                             | B.                             | M.    | B.    |
| 1970                  | Dynamo Moscou         | D1                    | -           | -           | 1                     | 0                     | -                              | -                              | -                              | 1     | 0     |
| 1971                  | Dynamo Moscou         | D1                    | 2           | 0           | -                     | -                     | -                              | -                              | -                              | 2     | 0     |
| 1972                  | Dynamo Moscou         | D1                    | 11          | 0           | -                     | -                     | -                              | -                              | -                              | 11    | 0     |
| 1973                  | Dynamo Moscou         | D1                    | 24          | 0           | 6                     | 0                     | -                              | -                              | -                              | 30    | 0     |
| 1974                  | Dynamo Moscou         | D1                    | 28          | 0           | 6                     | 0                     | C3                             | 4                              | 0                              | 38    | 0     |
| 1975                  | Dynamo Moscou         | D1                    | 28          | 0           | 1                     | 0                     | -                              | -                              | -                              | 29    | 0     |
| 1976                  | Dynamo Moscou         | D1                    | 26          | 0           | 2                     | 0                     | C3                             | 1                              | 0                              | 29    | 0     |
| 1977                  | Dynamo Moscou         | D1                    | 13          | 0           | 2                     | 0                     | C2                             | 3                              | 0                              | 18    | 0     |
| 1978                  | Dynamo Moscou         | D1                    | 19          | 1           | 2                     | 0                     | C2                             | 1                              | 0                              | 22    | 1     |
| 1979                  | Dynamo Moscou         | D1                    | 32          | 0           | 8                     | 0                     | C2                             | 2                              | 0                              | 42    | 0     |
| 1980                  | Dynamo Moscou         | D1                    | 30          | 0           | 2                     | 0                     | C2+C3                          | 2+2                            | 0                              | 36    | 0     |
| 1981                  | Dynamo Moscou         | D1                    | 31          | 0           | 8                     | 0                     | -                              | -                              | -                              | 39    | 0     |
| 1982                  | Dynamo Moscou         | D1                    | 21          | 0           | -                     | -                     | C3                             | 2                              | 0                              | 23    | 0     |
| 1983                  | Dynamo Moscou         | D1                    | 12          | 0           | -                     | -                     | -                              | -                              | -                              | 12    | 0     |
| 1984                  | Dynamo Moscou         | D1                    | 3           | 0           | 2                     | 0                     | -                              | -                              | -                              | 5     | 0     |
| Sous-total            | Sous-total            | Sous-total            | 280         | 1           | 40                    | 0                     | -                              | 17                             | 0                              | 337   | 1     |
| 1984                  | Dinamo Kachira        | D3                    | 23          | 0           | -                     | -                     | -                              | -                              | -                              | 23    | 0     |
| 1985                  | Dinamo Kachira        | D3                    | 29          | 0           | -                     | -                     | -                              | -                              | -                              | 29    | 0     |
| Sous-total            | Sous-total            | Sous-total            | 52          | 0           | -                     | -                     | -                              | -                              | -                              | 52    | 0     |
| Total sur la carrière | Total sur la carrière | Total sur la carrière | 332         | 1           | 40                    | 0                     | -                              | 17                             | 0                              | 389   | 1     |

## Palmarès
| Dynamo Moscou - Championnat d'Union soviétique : - Champion : 1976 (printemps). - Coupe d'Union soviétique : - Finaliste : 1979. | Union soviétique olympique - Jeux olympiques : - Bronze : 1980. |